# بطولة العالم للشباب لكرة القدم 2001
جرت بطولة العالم للشباب لكرة القدم 2001 في الأرجنتين في الفترة من 17 يونيو إلى 8 يوليو 2001. وكانت بطولة عام 2001 هي الثالثة عشر المتنافس عليها. جرت المسابقة في ست مدن، هي بوينس آيرس، وقرطبة، ومندوزا، وروساريو، وسالتا، ومار دل بلاتا. وفاز خافيير سافيولا من الأرجنتين الذي أحرز 11 هدفا بالحذاء الذهبي.

## التصفيات
كانت الفرق الـ24 التالية مؤهلة لبطولة العالم للشباب لكرة القدم 2001. الأرجنتين مؤهلة بصورة تلقائية بوصفها المضيفة.
| الكونفدرالية                                 | المسابقة المؤهلة                            | المتأهلون                                                        |
| -------------------------------------------- | ------------------------------------------- | ---------------------------------------------------------------- |
| AFC (آسيا)                                   | بطولة آسيا للشباب لكرة القدم 2000           | الصين · إيران · العراق · اليابان                                 |
| CAF (أفريقيا)                                | بطولة أفريقيا لكرة القدم 2001               | أنغولا1 · مصر · إثيوبيا1 · غانا                                  |
| كونكاكاف (أمريكا الشمالية والوسطى والكاريبي) | الكأس الذهبية تحت 20 سنة لكرة القدم 2001 ‏   | كندا · كوستاريكا · جامايكا1 · الولايات المتحدة                   |
| كونميبول (أمريكا الجنوبية)                   | بطولة أمريكا الجنوبية للشباب 2001           | البرازيل · تشيلي · الإكوادور1 · باراغواي                         |
| OFC (أوقيانوسيا)                             | بطولة أوقيانوسيا تحت 20 سنة لكرة القدم 2001 | أستراليا                                                         |
| يويفا (أوروبا)                               | بطولة أوروبا تحت 18 سنة لكرة القدم 2000     | جمهورية التشيك2 · فنلندا1 · فرنسا · ألمانيا · هولندا · أوكرانيا1 |
| البلد المضيف                                 | البلد المضيف                                | الأرجنتين                                                        |

1.^الفرق التي دشنت مشاركاتها.
2.^جمهورية التشيك دشنت مشاركتها كدولة مستقبلة. وقد تم اختيارها كخلف لتشيكوسلوفاكيا التي لم يعد لها وجود، والتي تأهلت في عامي 1983 و1989.

## الأماكن
| بوينس آيرس                   | بوينس آيرس قرطبة مندوزا سالتا مار دل بلاتا روساريوبطولة العالم للشباب لكرة القدم 2001 (الأرجنتين) | قرطبة                      |
| ---------------------------- | ------------------------------------------------------------------------------------------------- | -------------------------- |
| ملعب خوسيه آمالفيتاني        | بوينس آيرس قرطبة مندوزا سالتا مار دل بلاتا روساريوبطولة العالم للشباب لكرة القدم 2001 (الأرجنتين) | ملعب قلعة كاريراس الأولمبي |
| السعة: 49,540                | بوينس آيرس قرطبة مندوزا سالتا مار دل بلاتا روساريوبطولة العالم للشباب لكرة القدم 2001 (الأرجنتين) | السعة: 57,000              |
|                              | بوينس آيرس قرطبة مندوزا سالتا مار دل بلاتا روساريوبطولة العالم للشباب لكرة القدم 2001 (الأرجنتين) |                            |
| مندوزا                       | بوينس آيرس قرطبة مندوزا سالتا مار دل بلاتا روساريوبطولة العالم للشباب لكرة القدم 2001 (الأرجنتين) | روساريو                    |
| ملعب مالفيناس أرخنتيناس      | بوينس آيرس قرطبة مندوزا سالتا مار دل بلاتا روساريوبطولة العالم للشباب لكرة القدم 2001 (الأرجنتين) | ملعب نيولز أولد بويز       |
| السعة: 40,268                | بوينس آيرس قرطبة مندوزا سالتا مار دل بلاتا روساريوبطولة العالم للشباب لكرة القدم 2001 (الأرجنتين) | السعة: 42,000              |
|                              | بوينس آيرس قرطبة مندوزا سالتا مار دل بلاتا روساريوبطولة العالم للشباب لكرة القدم 2001 (الأرجنتين) |                            |
| سالتا                        | بوينس آيرس قرطبة مندوزا سالتا مار دل بلاتا روساريوبطولة العالم للشباب لكرة القدم 2001 (الأرجنتين) | مار دل بلاتا               |
| ملعب بادري إرنستو مارتيارينا | بوينس آيرس قرطبة مندوزا سالتا مار دل بلاتا روساريوبطولة العالم للشباب لكرة القدم 2001 (الأرجنتين) | ملعب خوزيه ماريا مينيلا    |
| السعة: 20,408                | بوينس آيرس قرطبة مندوزا سالتا مار دل بلاتا روساريوبطولة العالم للشباب لكرة القدم 2001 (الأرجنتين) | السعة: 35,354              |
|                              | بوينس آيرس قرطبة مندوزا سالتا مار دل بلاتا روساريوبطولة العالم للشباب لكرة القدم 2001 (الأرجنتين) |                            |

## الرعاية

### شركاء الفيفا
- أديداس
- فوجيفيلم
- جيه في سي
- أفايا
- كوكا كولا
- ماكدونالدز
- توشيبا
- هيونداي  [لغات أخرى]‏
- ماستركارد

National supporters
- الاتحاد الدولي لكرة القدم
- FIFA Fair Play

## مرحلة المجموعات

### المجموعة أ
| م | الفريق        | لعب | ف | ت | خ | أ.له | أ.ع | أ.ف | نقاط | التأهل             |
| - | ------------- | --- | - | - | - | ---- | --- | --- | ---- | ------------------ |
| 1 | الأرجنتين (H) | 3   | 3 | 0 | 0 | 14   | 2   | +12 | 9    | مرحلة خروج المغلوب |
| 2 | مصر           | 3   | 1 | 1 | 1 | 3    | 8   | −5  | 4    | مرحلة خروج المغلوب |
| 3 | فنلندا        | 3   | 1 | 0 | 2 | 2    | 4   | −2  | 3    |                    |
| 4 | جامايكا       | 3   | 0 | 1 | 2 | 1    | 6   | −5  | 1    |                    |

| الأرجنتين                                  | 2–0     | فنلندا |
| ------------------------------------------ | ------- | ------ |
| ماكسي رودريغيز 38' · أندريس داليساندرو 67' | (تقرير) |        |

| مصر | 0–0     | جامايكا |
| --- | ------- | ------- |
|     | (تقرير) |         |

| جامايكا | 0–1     | فنلندا           |
| ------- | ------- | ---------------- |
|         | (تقرير) | ميكا فايرينن 87' |

| مصر             | 1–7     | الأرجنتين |
| --------------- | ------- | --- |
| محمد اليماني 5' | (تقرير) | خافيير سافيولا 7'، 15'، 44' (ر.ج.) · فابريسيو كولوتشيني 20' · لياندرو رومانيولي 55' · ماكسي رودريغيز 64' · حسين أمين 67' (هـ.ذ.) |

| الأرجنتين                                                                             | 5–1     | جامايكا           |
| ------------------------------------------------------------------------------------- | ------- | ----------------- |
| فابريسيو كولوتشيني 3' · خافيير سافيولا 7'، 86' (ر.ج.) · إستيبان خوسيه هيريرا 14'، 38' | (تقرير) | فابيان دوكينز 78' |

| فنلندا            | 1–2     | مصر                           |
| ----------------- | ------- | ----------------------------- |
| دانييل شولوند 74' | (تقرير) | جمال حمزة 10' · وائل رياض 62' |

### المجموعة ب
| م | الفريق   | لعب | ف | ت | خ | أ.له | أ.ع | أ.ف | نقاط | التأهل             |
| - | -------- | --- | - | - | - | ---- | --- | --- | ---- | ------------------ |
| 1 | البرازيل | 3   | 3 | 0 | 0 | 10   | 1   | +9  | 9    | مرحلة خروج المغلوب |
| 2 | ألمانيا  | 3   | 2 | 0 | 1 | 7    | 3   | +4  | 6    | مرحلة خروج المغلوب |
| 3 | العراق   | 3   | 1 | 0 | 2 | 5    | 9   | −4  | 3    |                    |
| 4 | كندا     | 3   | 0 | 0 | 3 | 0    | 9   | −9  | 0    |                    |

| البرازيل      | 2–0     | ألمانيا |
| ------------- | ------- | ------- |
| روبرت 9'، 11' | (تقرير) |         |

| العراق                                                | 3–0     | كندا |
| ----------------------------------------------------- | ------- | ---- |
| عماد محمد 21' · صلاح الدين سيامند 33' · عمار حنوش 43' | (تقرير) |      |

| كندا | 0–4     | ألمانيا                                       |
| ---- | ------- | --------------------------------------------- |
|      | (تقرير) | بنيامين أور 18'، 67'، 70' · كريستوف برويس 83' |

| العراق        | 1–6     | البرازيل                                                                    |
| ------------- | ------- | --------------------------------------------------------------------------- |
| عماد محمد 82' | (تقرير) | فرناندو مينيغازو 8' (ركلة.) · بينغا 13' · روبرت 27'، 72' · أدريانو 29'، 45' |

| البرازيل                | 2–0     | كندا |
| ----------------------- | ------- | ---- |
| أدريانو 21' · روبرت 65' | (تقرير) |      |

| ألمانيا                                                        | 3–1     | العراق                        |
| -------------------------------------------------------------- | ------- | ----------------------------- |
| كريستوف برويس 40' · إبراهيم منعم 60' (هـ.ذ.) · بنيامين أور 65' | (تقرير) | دينيس لاباتشينسكي 37' (هـ.ذ.) |

### المجموعة ج
| م | الفريق           | لعب | ف | ت | خ | أ.له | أ.ع | أ.ف | نقاط | التأهل             |
| - | ---------------- | --- | - | - | - | ---- | --- | --- | ---- | ------------------ |
| 1 | أوكرانيا         | 3   | 1 | 2 | 0 | 5    | 3   | +2  | 5    | مرحلة خروج المغلوب |
| 2 | الولايات المتحدة | 3   | 1 | 1 | 1 | 5    | 3   | +2  | 4    | مرحلة خروج المغلوب |
| 3 | الصين            | 3   | 1 | 1 | 1 | 1    | 1   | 0   | 4    | مرحلة خروج المغلوب |
| 4 | تشيلي            | 3   | 1 | 0 | 2 | 4    | 8   | −4  | 3    |                    |

| الولايات المتحدة | 0–1     | الصين      |
| ---------------- | ------- | ---------- |
|                  | (تقرير) | تشو بو 50' |

| تشيلي                                   | 2–4     | أوكرانيا                                                                |
| --------------------------------------- | ------- | ----------------------------------------------------------------------- |
| رودريغو ميار 38' · سباستيان باردو 90+2' | (تقرير) | أوليكسي بييليك 14'، 50' · لويس أويارزون 36' (هـ.ذ.) · روسلان فالييف 78' |

| أوكرانيا | 0–0     | الصين |
| -------- | ------- | ----- |
|          | (تقرير) |       |

| تشيلي            | 1–4     | الولايات المتحدة                                         |
| ---------------- | ------- | -------------------------------------------------------- |
| خايمي فالديس 28' | (تقرير) | داماركوس بيزلي 6'، 40' · براد ديفيس 69' · إدسون بادل 75' |

| الولايات المتحدة | 1–1     | أوكرانيا         |
| ---------------- | ------- | ---------------- |
| كيني أرينا 39'   | (تقرير) | دينيس ستويان 89' |

| الصين | 0–1     | تشيلي                    |
| ----- | ------- | ------------------------ |
|       | (تقرير) | ماريو إستيبان بيريوس 87' |

### المجموعة د
| م | الفريق         | لعب | ف | ت | خ | أ.له | أ.ع | أ.ف | نقاط | التأهل             |
| - | -------------- | --- | - | - | - | ---- | --- | --- | ---- | ------------------ |
| 1 | أنغولا         | 3   | 1 | 2 | 0 | 3    | 2   | +1  | 5    | مرحلة خروج المغلوب |
| 2 | جمهورية التشيك | 3   | 1 | 1 | 1 | 3    | 3   | 0   | 4    | مرحلة خروج المغلوب |
| 3 | أستراليا       | 3   | 1 | 1 | 1 | 3    | 4   | −1  | 4    | مرحلة خروج المغلوب |
| 4 | اليابان        | 3   | 1 | 0 | 2 | 4    | 4   | 0   | 3    |                    |

| أنغولا | 0–0     | جمهورية التشيك |
| ------ | ------- | -------------- |
|        | (تقرير) |                |

| اليابان | 0–2     | أستراليا                                  |
| ------- | ------- | ----------------------------------------- |
|         | (تقرير) | كينجي هانيدا 59' (هـ.ذ.) · غريغ أوينز 69' |

| أستراليا | 0–3     | جمهورية التشيك                                    |
| -------- | ------- | ------------------------------------------------- |
|          | (تقرير) | بيتر موسيل 27' · توماش يون 30' · ميخال ماتسيك 47' |

| اليابان         | 1–2     | أنغولا                         |
| --------------- | ------- | ------------------------------ |
| كوجي ياماسي 61' | (تقرير) | أنتونيو مندونسا 9' · راسكا 81' |

| أنغولا       | 1–1     | أستراليا               |
| ------------ | ------- | ---------------------- |
| مانتوراس 12' | (تقرير) | غريغ أوينز 82' (ركلة.) |

| جمهورية التشيك | 0–3     | اليابان                                                 |
| -------------- | ------- | ------------------------------------------------------- |
|                | (تقرير) | كوجي موريساكي 74' · كوجي ياماسي 80' · يوتاكا تاهارا 87' |

### المجموعة ر
| م | الفريق    | لعب | ف | ت | خ | أ.له | أ.ع | أ.ف | نقاط | التأهل             |
| - | --------- | --- | - | - | - | ---- | --- | --- | ---- | ------------------ |
| 1 | كوستاريكا | 3   | 3 | 0 | 0 | 7    | 2   | +5  | 9    | مرحلة خروج المغلوب |
| 2 | الإكوادور | 3   | 1 | 1 | 1 | 3    | 3   | 0   | 4    | مرحلة خروج المغلوب |
| 3 | هولندا    | 3   | 1 | 1 | 1 | 5    | 6   | −1  | 4    | مرحلة خروج المغلوب |
| 4 | إثيوبيا   | 3   | 0 | 0 | 3 | 4    | 8   | −4  | 0    |                    |

| الإكوادور                           | 2–1     | إثيوبيا                |
| ----------------------------------- | ------- | ---------------------- |
| روبرتو مينيا 25' · خورخي غواغوا 63' | (تقرير) | سولومون أندارغاتشيو 4' |

| هولندا        | 1–3     | كوستاريكا                                     |
| ------------- | ------- | --------------------------------------------- |
| يوسف هرسي 63' | (تقرير) | كريستيان مونتيرو 38' · وينستون باركس 48'، 54' |

| كوستاريكا                             | 3–1     | إثيوبيا             |
| ------------------------------------- | ------- | ------------------- |
| وينستون باركس 8'، 49' · إريك سكوت 61' | (تقرير) | يوردانوس أباي 90+2' |

| الإكوادور               | 1–1     | هولندا          |
| ----------------------- | ------- | --------------- |
| خورخي ألبرتو فارغاس 85' | (تقرير) | يورغن كولين 21' |

| الإكوادور | 0–1     | كوستاريكا    |
| --------- | ------- | ------------ |
|           | (تقرير) | هرنانديز 85' |

| إثيوبيا                                              | 2–3     | هولندا                                                 |
| ---------------------------------------------------- | ------- | ------------------------------------------------------ |
| بيكيلي زيودو 52' (ركلة.) · سولومون أندارغاتشيو 90+2' | (تقرير) | سانتي كولك 22' · يوسف هرسي 41' · كلاس يان هونتيلار 78' |

### المجموعة س
| م | الفريق   | لعب | ف | ت | خ | أ.له | أ.ع | أ.ف | نقاط | التأهل             |
| - | -------- | --- | - | - | - | ---- | --- | --- | ---- | ------------------ |
| 1 | غانا     | 3   | 2 | 1 | 0 | 3    | 1   | +2  | 7    | مرحلة خروج المغلوب |
| 2 | فرنسا    | 3   | 1 | 2 | 0 | 7    | 2   | +5  | 5    | مرحلة خروج المغلوب |
| 3 | باراغواي | 3   | 1 | 1 | 1 | 5    | 4   | +1  | 4    | مرحلة خروج المغلوب |
| 4 | إيران    | 3   | 0 | 0 | 3 | 0    | 8   | −8  | 0    |                    |

| غانا                                 | 2–1     | باراغواي         |
| ------------------------------------ | ------- | ---------------- |
| مايكل إيسيان 58' · ديريك بواتينغ 63' | (تقرير) | توماس غوزمان 69' |

| فرنسا                                                          | 5–0     | إيران |
| -------------------------------------------------------------- | ------- | ----- |
| هيرفي بونييه 59' · فيليب مكسيس 62' · جبريل سيسيه 66'، 87'، 90' | (تقرير) |       |

| فرنسا                              | 2–2     | باراغواي                           |
| ---------------------------------- | ------- | ---------------------------------- |
| هيرفي بونييه 10' · جبريل سيسيه 48' | (تقرير) | والتر فريتس 53' · خوسيه ديفاكا 72' |

| غانا              | 1–0     | إيران |
| ----------------- | ------- | ----- |
| ديريك بواتينغ 44' | (تقرير) |       |

| غانا | 0–0     | فرنسا |
| ---- | ------- | ----- |
|      | (تقرير) |       |

| باراغواي                                        | 2–0     | إيران |
| ----------------------------------------------- | ------- | ----- |
| خوليو فالنتين غونزاليز 72' · فيليبي خيمينيز 89' | (تقرير) |       |

### ترتيب فرق المركز الثالث
| م | مج | الفريق   | لعب | ف | ت | خ | أ.له | أ.ع | أ.ف | نقاط | التأهل                     |
| - | -- | -------- | --- | - | - | - | ---- | --- | --- | ---- | -------------------------- |
| 1 | س  | باراغواي | 3   | 1 | 1 | 1 | 5    | 4   | +1  | 4    | التقدم لمرحلة خروج المغلوب |
| 2 | ج  | الصين    | 3   | 1 | 1 | 1 | 1    | 1   | 0   | 4    | التقدم لمرحلة خروج المغلوب |
| 3 | ر  | هولندا   | 3   | 1 | 1 | 1 | 5    | 6   | −1  | 4    | التقدم لمرحلة خروج المغلوب |
| 4 | د  | أستراليا | 3   | 1 | 1 | 1 | 3    | 4   | −1  | 4    | التقدم لمرحلة خروج المغلوب |
| 5 | أ  | فنلندا   | 3   | 1 | 0 | 2 | 2    | 4   | −2  | 3    |                            |
| 6 | ب  | العراق   | 3   | 1 | 0 | 2 | 5    | 9   | −4  | 3    |                            |

## مرحلة خروج المغلوب

### القوس
|  | دور الستة عشر           | دور الستة عشر     |                      |   | ربع النهائي   | ربع النهائي   |                      |                      | نصف النهائي | نصف النهائي |  |  | النهائي | النهائي |
|  |                         |                   |                      |   |               |               |                      |                      |             |             |  |  |         |         |
|  | 27 يونيو – بوينس آيرس   |                   |                      |   |               |               |                      |                      |             |             |  |  |         |         |
|  |                         |                   |                      |   |               |               |                      |                      |             |             |  |  |         |         |
|  | الأرجنتين               | 2                 |                      |   |               |               |                      |                      |             |             |  |  |         |         |
|  | الأرجنتين               | 2                 | 1 يوليو – بوينس آيرس |   |               |               |                      |                      |             |             |  |  |         |         |
|  | الصين                   | 1                 |                      |   |               |               |                      |                      |             |             |  |  |         |         |
|  | الصين                   | 1                 | الأرجنتين            | 3 |               |               |                      |                      |             |             |  |  |         |         |
|  | 27 يونيو – قرطبة        |                   | الأرجنتين            | 3 |               |               |                      |                      |             |             |  |  |         |         |
|  |                         | فرنسا             | 1                    |   |               |               |                      |                      |             |             |  |  |         |         |
|  | فرنسا                   | فرنسا             | 1                    | 3 |               |               |                      |                      |             |             |  |  |         |         |
|  | فرنسا                   |                   | 4 يوليو – بوينس آيرس | 3 |               |               |                      |                      |             |             |  |  |         |         |
|  | ألمانيا                 | 2                 |                      |   |               |               |                      |                      |             |             |  |  |         |         |
|  | ألمانيا                 | 2                 | الأرجنتين            | 5 |               |               |                      |                      |             |             |  |  |         |         |
|  | 28 يونيو – مندوزا       |                   | الأرجنتين            | 5 |               |               |                      |                      |             |             |  |  |         |         |
|  |                         | باراغواي          | 0                    |   |               |               |                      |                      |             |             |  |  |         |         |
|  | باراغواي                | باراغواي          | 0                    | 2 |               |               |                      |                      |             |             |  |  |         |         |
|  | باراغواي                | 1 يوليو – مندوزا  |                      | 2 |               |               |                      |                      |             |             |  |  |         |         |
|  | أوكرانيا                | 1                 |                      |   |               |               |                      |                      |             |             |  |  |         |         |
|  | أوكرانيا                | 1                 | باراغواي             | 1 |               |               |                      |                      |             |             |  |  |         |         |
|  | 28 يونيو – سالتا        |                   | باراغواي             | 1 |               |               |                      |                      |             |             |  |  |         |         |
|  |                         | جمهورية التشيك    | 0                    |   |               |               |                      |                      |             |             |  |  |         |         |
|  | جمهورية التشيك          | جمهورية التشيك    | 0                    | 2 |               |               |                      |                      |             |             |  |  |         |         |
|  | جمهورية التشيك          |                   | 8 يوليو – بوينس آيرس | 2 |               |               |                      |                      |             |             |  |  |         |         |
|  | كوستاريكا               | 1                 |                      |   |               |               |                      |                      |             |             |  |  |         |         |
|  | كوستاريكا               | 1                 | الأرجنتين            | 3 |               |               |                      |                      |             |             |  |  |         |         |
|  | 28 يونيو – مار دل بلاتا |                   | الأرجنتين            | 3 |               |               |                      |                      |             |             |  |  |         |         |
|  |                         | غانا              | 0                    |   |               |               |                      |                      |             |             |  |  |         |         |
|  | غانا                    | غانا              | 0                    | 1 |               |               |                      |                      |             |             |  |  |         |         |
|  | غانا                    | 1 يوليو – قرطبة   |                      | 1 |               |               |                      |                      |             |             |  |  |         |         |
|  | الإكوادور               | 0                 |                      |   |               |               |                      |                      |             |             |  |  |         |         |
|  | الإكوادور               | 0                 | غانا                 | 2 |               |               |                      |                      |             |             |  |  |         |         |
|  | 27 يونيو – قرطبة        |                   | غانا                 | 2 |               |               |                      |                      |             |             |  |  |         |         |
|  |                         | البرازيل          | 1                    |   |               |               |                      |                      |             |             |  |  |         |         |
|  | البرازيل                | البرازيل          | 1                    | 4 |               |               |                      |                      |             |             |  |  |         |         |
|  | البرازيل                |                   | 4 يوليو – قرطبة      | 4 |               |               |                      |                      |             |             |  |  |         |         |
|  | أستراليا                | 0                 |                      |   |               |               |                      |                      |             |             |  |  |         |         |
|  | أستراليا                | 0                 | غانا                 | 2 |               |               |                      |                      |             |             |  |  |         |         |
|  | 27 يونيو – بوينس آيرس   |                   | غانا                 | 2 |               |               |                      |                      |             |             |  |  |         |         |
|  |                         | مصر               | 0                    |   | المركز الثالث | المركز الثالث |                      |                      |             |             |  |  |         |         |
|  | مصر                     | مصر               | 0                    | 2 | المركز الثالث | المركز الثالث |                      |                      |             |             |  |  |         |         |
|  | مصر                     | 1 يوليو – روساريو | 1 يوليو – روساريو    | 2 |               |               | 8 يوليو – بوينس آيرس | 8 يوليو – بوينس آيرس |             |             |  |  |         |         |
|  | الولايات المتحدة        | 1 يوليو – روساريو | 1 يوليو – روساريو    | 0 |               |               | 8 يوليو – بوينس آيرس | 8 يوليو – بوينس آيرس |             |             |  |  |         |         |
|  | الولايات المتحدة        | مصر               | 2                    | 0 | مصر           | 1             |                      |                      |             |             |  |  |         |         |
|  | 28 يونيو – روساريو      | مصر               | 2                    |   | مصر           | 1             |                      |                      |             |             |  |  |         |         |
|  |                         | هولندا            | 1                    |   | باراغواي      | 0             |                      |                      |             |             |  |  |         |         |
|  | هولندا                  | هولندا            | 1                    | 2 | باراغواي      | 0             |                      |                      |             |             |  |  |         |         |
|  | هولندا                  |                   |                      | 2 |               |               |                      |                      |             |             |  |  |         |         |
|  | أنغولا                  | 0                 |                      |   |               |               |                      |                      |             |             |  |  |         |         |
|  | أنغولا                  | 0                 |                      |   |               |               |                      |                      |             |             |  |  |         |         |

### دور الـ16
| الولايات المتحدة | 0–2     | مصر                                      |
| ---------------- | ------- | ---------------------------------------- |
|                  | (تقرير) | وائل رياض 76' (ركلة.) · محمد اليماني 88' |

| الأرجنتين                                         | 2–1     | الصين      |
| ------------------------------------------------- | ------- | ---------- |
| ماكسي رودريغيز 4' · أليخاندرو داميان دومينغيز 79' | (تقرير) | تشو بو 55' |

| فرنسا                                             | 3–2     | ألمانيا                               |
| ------------------------------------------------- | ------- | ------------------------------------- |
| جبريل سيسيه 34' (ركلة.)، 90+3' · بيرنار ميندي 41' | (تقرير) | بنيامين أور 19' · تورشتن بوركهارت 78' |

| البرازيل                                        | 4–0     | أستراليا |
| ----------------------------------------------- | ------- | -------- |
| أدريانو 27'، 66' · كاكا 53' · إدواردو كوستا 74' | (تقرير) |          |

| أوكرانيا           | 1–2     | باراغواي                                       |
| ------------------ | ------- | ---------------------------------------------- |
| أوليكسي بييليك 90' | (تقرير) | بيدرو بينيتيز 19' · خوليو فالنتين غونزاليز 43' |

| أنغولا | 0–2     | هولندا                                 |
| ------ | ------- | -------------------------------------- |
|        | (تقرير) | رحمت مصطفى 52' · كلاس يان هونتيلار 86' |

| كوستاريكا     | 1–2     | جمهورية التشيك                 |
| ------------- | ------- | ------------------------------ |
| إريك سكوت 24' | (تقرير) | بيتر موسيل 21' · توماش يون 71' |

| غانا          | 1–0     | الإكوادور |
| ------------- | ------- | --------- |
| جون منساه 37' | (تقرير) |           |

### ربع النهائي
| الأرجنتين                            | 3–1     | فرنسا           |
| ------------------------------------ | ------- | --------------- |
| خافيير سافيولا 5'، 45+1' (ر.ج.)، 83' | (تقرير) | فيليب مكسيس 44' |

| غانا                                   | 2–1 (ب.و.إ.) | البرازيل    |
| -------------------------------------- | ------------ | ----------- |
| إبراهيم عبد الرزاق 80' · جون منساه 93' | (تقرير)      | أدريانو 44' |

| جمهورية التشيك | 0–1     | باراغواي             |
| -------------- | ------- | -------------------- |
|                | (تقرير) | سانتياغو سالسيدو 31' |

| هولندا                  | 1–2     | مصر                              |
| ----------------------- | ------- | -------------------------------- |
| رافاييل فان در فارت 33' | (تقرير) | حسين أمين 47' · محمد اليماني 65' |

### نصف النهائي
| مصر | 0–2     | غانا                                         |
| --- | ------- | -------------------------------------------- |
|     | (تقرير) | عباس إينوساه 83' · محمد العطراوي 88' (هـ.ذ.) |

| الأرجنتين                                                                                          | 5–0     | باراغواي |
| -------------------------------------------------------------------------------------------------- | ------- | -------- |
| خافيير سافيولا 18'، 24' · لياندرو رومانيولي 41' · أندريس داليساندرو 52' · إستيبان خوسيه هيريرا 70' | (تقرير) |          |

### مباراة فاصلة للمركز الثالث
| باراغواي | 0–1     | مصر              |
| -------- | ------- | ---------------- |
|          | (تقرير) | محمد اليماني 64' |

### النهائي
| الأرجنتين                                                 | 3–0     | غانا |
| --------------------------------------------------------- | ------- | ---- |
| دييغو كولوتو 6' · خافيير سافيولا 14' · ماكسي رودريغيز 73' | (تقرير) |      |

## النتيجة
| الفائز ببطولة العالم لشباب لكرة القدم 2001 |
| ------------------------------------------ |
| · الأرجنتين · للمرة الرابعة                |

## الهدافون
| 11 أهداف - خافيير سافيولا 6 أهداف - أدريانو - جبريل سيسيه 5 أهداف - روبرت دي بينيو دي سوزا - بنيامين أور 4 أهداف - ماكسي رودريغيز - وينستون باركس - محمد اليماني 3 أهداف - إستيبان خوسيه هيريرا - أوليكسي بييليك هدفين - فابريسيو كولوتشيني - أندريس داليساندرو - لياندرو رومانيولي - غريغ أوينز - تشو بو - إريك سكوت - توماش يون - بيتر موسيل - وائل رياض - سولومون أندارجاشيو - هيرفي بونييه - فيليب مكسيس - كريستوف برويس - ديريك بواتينغ - جون مينساه - عماد محمد - كوجي ياماسي - يوسف هيرسي - كلاس يان هونتيلار - خوليو فالنتين غونزاليس - داماركوس بيزلي | هدف واحد - مانتوراس - مندونسا - راسكا - دييغو كولوتو - أليخاندرو دومينغيز - إدواردو كوستا - فرناندو - كاكا - بينغا - ماريو إستيبان بيريوس - رودريغو ميار - سباستيان باردو - خايمي فالديس - كارلوس هرنانديز (لاعب كرة قدم) - Christian Montero - ميخال ماتسيك - خورخي غواغوا - Roberto Miña - خورخي ألبرتو فارغاس - حسين أمين - جمال حمزة - Abay Yordanos - Bekele Zewdu - دانييل شولوند - ميكا فايرينن - بيرنار ميندي - Thorsten Burkhardt - إبراهيم عبد الرزاق - مايكل إيسيان - Abass Inusah - عمار حنوش - صلاح الدين سيامند - فابيان دوكينز - كوجي موريساكي - يوتاكا تاهارا - يورغن كولين - سانتي كولك - رحمت مصطفى - رافاييل فان در فارت - بيدرو بينيتيز - خوسيه ديفاكا - والتر فريتس - فيليبي خيمينيز - توماس غوزمان - سانتياغو سالسيدو - دينيس ستويان - روسلان فالييف - كيني أرينا - إدسون بادل - براد ديفيس |

## الجوائز
| الحذاء الذهبي  | الكرة الذهبية  | جائزة الفيفا للعب النظيف |
| -------------- | -------------- | ------------------------ |
| خافيير سافيولا | خافيير سافيولا | الأرجنتين                |

## الترتيب النهائي
| م  | الفريق           | لعب | ف | ت | خ | أ.له | أ.ع | أ.ف | نقاط | النتيجة النهائية           |
| -- | ---------------- | --- | - | - | - | ---- | --- | --- | ---- | -------------------------- |
| 1  | الأرجنتين        | 7   | 7 | 0 | 0 | 27   | 4   | +23 | 21   | البطل                      |
| 2  | غانا             | 7   | 5 | 1 | 1 | 8    | 5   | +3  | 16   | الثاني                     |
| 3  | مصر              | 7   | 4 | 1 | 2 | 8    | 11  | −3  | 13   | المركز الثالث              |
| 4  | باراغواي         | 7   | 3 | 1 | 3 | 8    | 11  | −3  | 10   | المركز الرابع              |
|    |                  |     |   |   |   |      |     |     |      |                            |
| 5  | البرازيل         | 5   | 4 | 0 | 1 | 15   | 3   | +12 | 12   | الإقصاء في ربع النهائي     |
| 6  | فرنسا            | 5   | 2 | 2 | 1 | 11   | 7   | +4  | 8    | الإقصاء في ربع النهائي     |
| 7  | هولندا           | 5   | 2 | 1 | 2 | 8    | 8   | 0   | 7    | الإقصاء في ربع النهائي     |
| 8  | جمهورية التشيك   | 5   | 2 | 1 | 2 | 5    | 5   | 0   | 7    | الإقصاء في ربع النهائي     |
|    |                  |     |   |   |   |      |     |     |      |                            |
| 9  | كوستاريكا        | 4   | 3 | 0 | 1 | 8    | 4   | +4  | 9    | الإقصاء في دور الـ16       |
| 10 | ألمانيا          | 4   | 2 | 0 | 2 | 9    | 6   | +3  | 6    | الإقصاء في دور الـ16       |
| 11 | أوكرانيا         | 4   | 1 | 2 | 1 | 6    | 5   | +1  | 5    | الإقصاء في دور الـ16       |
| 12 | أنغولا           | 4   | 1 | 2 | 1 | 3    | 4   | −1  | 5    | الإقصاء في دور الـ16       |
| 13 | الولايات المتحدة | 4   | 1 | 1 | 2 | 5    | 5   | 0   | 4    | الإقصاء في دور الـ16       |
| 14 | الإكوادور        | 4   | 1 | 1 | 2 | 3    | 4   | −1  | 4    | الإقصاء في دور الـ16       |
| 15 | الصين            | 4   | 1 | 1 | 2 | 2    | 3   | −1  | 4    | الإقصاء في دور الـ16       |
| 16 | أستراليا         | 4   | 1 | 1 | 2 | 3    | 8   | −5  | 4    | الإقصاء في دور الـ16       |
|    |                  |     |   |   |   |      |     |     |      |                            |
| 17 | اليابان          | 3   | 1 | 0 | 2 | 4    | 4   | 0   | 3    | الإقصاء في مرحلة المجموعات |
| 18 | فنلندا           | 3   | 1 | 0 | 2 | 2    | 4   | −2  | 3    | الإقصاء في مرحلة المجموعات |
| 19 | العراق           | 3   | 1 | 0 | 2 | 5    | 9   | −4  | 3    | الإقصاء في مرحلة المجموعات |
| 20 | تشيلي            | 3   | 1 | 0 | 2 | 4    | 8   | −4  | 3    | الإقصاء في مرحلة المجموعات |
| 21 | جامايكا          | 3   | 0 | 0 | 3 | 1    | 6   | −5  | 0    | الإقصاء في مرحلة المجموعات |
| 22 | إثيوبيا          | 3   | 0 | 0 | 3 | 4    | 8   | −4  | 0    | الإقصاء في مرحلة المجموعات |
| 23 | إيران            | 3   | 0 | 0 | 3 | 0    | 8   | −8  | 0    | الإقصاء في مرحلة المجموعات |
| 24 | كندا             | 3   | 0 | 0 | 3 | 0    | 9   | −9  | 0    | الإقصاء في مرحلة المجموعات |

## وصلات خارجية
- FIFA World Youth Championship Argentina 2001, FIFA.com
- RSSSF > FIFA World Youth Championship > 2001
- FIFA Technical Report

1. ↑  "بوابة روز اليوسف | فاكر ولا ناسي.. جولة في كأس العالم للشباب 2001". بوابة روز اليوسف. 25 نوفمبر 2019. اطلع عليه بتاريخ 2023-12-24.